# Cosmorhoe
Genre
Cosmorhoe est un genre de lépidoptères (papillons) de la famille des Geometridae.

## Seule espèce vivant en Europe
- Cosmorhoe ocellata (Linnaeus, 1758) - la Phalène ocellée